# 이영섭 (1899년)
이영섭(1899년 5월 22일~1982년 8월 17일)은 대한민국의 정치인이다. 제3대 국회의원을 지냈다.

## 역대 선거 결과
|  | 30.81% |

|  | 26.02% |

|  | 74.28% |

|  | 9.49% |